# Albinhac
Albinhac est une ancienne commune de l'Aveyron. En 1829, elle est démantelée et partagée entre les communes de Brommat et de Thérondels.

## Histoire
Au cours du procès de l'ordre du Temple, le frère Bertrand Bonhomme comparait comme commandeur de la maison du Temple d'Albinhac au diocèse de Rodez,.
L'église d'Albinhac dépendait de l'abbaye de Conques.
En 1829, elle fut fusionnée au sein des communes de Brommat et de Thérondels.

## Culture locale et patrimoine

### Lieux et monuments
- Château d'Albinhac
- Église Saint-Roch d'Albinhac